# Lóránt Vincze
Lóránt Vincze é um político romeno que actualmente actua como membro do Parlamento Europeu pela União Democrática dos Húngaros na Roménia.